# 荒木定虎
荒木 定虎（あらき さだとら 1974年5月15日 -  ）は、日本の元タレントで、不動産会社アキシオンの代表取締役社長及び最高経営責任者（CEO）。
兵庫県芦屋市出身。暁星国際高等学校、日本大学文理学部心理学科卒業。

## 来歴・人物
- 高校3年生だった1992年、姉が応募したホリプロ主催の『飛び出せ日本男児コンテスト』で優勝、1993年の大学入学とともに芸能活動を開始。端正かつ精悍なルックスに反して、アンバランスとも思える中性的な話し方を特徴とするキャラで売り出し、バラエティ番組やクイズ番組、テレビドラマに出演した。
- 大学2年生だった1995年1月、阪神・淡路大震災を経験。実家のあった芦屋市が大きな被害を被ったこと、母が大震災に関するボランティア活動をしていたことから、地震に強いマンションに興味を持つ。
- 家庭の事情や将来の不動産会社起業のため、大学4年生となる1996年までに芸能界を引退。1997年に大手不動産会社の大京東京支店へ入社。その後王子建設を経て、2005年に不動産会社アキシオンの社長・CEOに就任した。

## 出演

### テレビ
- ザ・シェフ -  森本一樹役
- ザ・ワイドショー
- どうぶつ奇想天外! - レギュラー解答者（1994年4月 - 1996年9月）
- オールスター感謝祭 - どうぶつ奇想天外!出演者として出演、解答者（1994年春 - 1996年春）
- 笑っていいとも
- マジカル頭脳パワー!! - 準レギュラー解答者（1995年のみ）

### 映画
- 河童（1994年）
- 「物陰に足拍子」より MIDORI（1996年）
- That's カンニング! 史上最大の作戦? - 亀井鶴之助役（1996年）

### CM
- アルペン (企業)（1994年、坂下千里子と共演）